# Jernsköld
Jernsköld är en utslocknad svensk adelsätt med gemensamt ursprung med svenska och finländska adelsätten Järnefelt. Stamfadern till bägge vad den tyskfödde kaptenen Diedrik Keldunck, som hade gått i svensk tjänst och även var fogde i Skånings härad i Västergötland. Hans äldre son adlades med namnet Järnefelt,och hans yngre son Wilhelm Keldunck 1648 med namnet namnet Jernsköld och introducerades 1649 under nummer 431.
Wilhelm Jernsköld (1617–16990), som blev överste vid Västgöta-Dals regemente och viceguvernör över Bohuslän,  är ättens ende betydande person. Av hans manliga efterkommande, som nådde vuxen ålder och bildade familj, gick i de flesta fall i stamfaderns fotspår men utan att uppnå högre grader. 
Ätten fortlevde i fyra generationer efter den först adlade. Dess siste manlige medlem, Carl Johan Jernsköld (1662–1827) var först officer vid artilleriet och uppnådde kaptens grad vid Svea artilleriregementemen övergick vid 45 års ålder till tullväsendet, och blev tullinspektor i Sandhamn och Danvikstull. Han dog ogift vid 55 års ålder.
Ättens namn är knutet till säterierna Munkeberg i Grevbäcks socken, i dag Hjo kommun, , Smedstorp i Björketorps socken, idag Härryda kommun,  och Ingsered, Sätila socken, idag Marks kommun. Alla tre förvärvades av Wilhelm Jernsköld. Längst innehades Smedstorp, som beboddes av ätten till 1783. I Grevbäcks kyrka finns Jernsköldska gravkoret, där Wilhlem Jernsköld och hans döttrar med familjer har varit gravsatta. Det är senare omgjort till sakristia.